# 烏桑·阿瓦爾
乌桑丁·沙班·阿瓦尔（阿拉伯語：حسام الدين شعبان عوار；1998年6月30日—），是一位法國、阿爾及利亞足球运动员，目前效力於沙特職業足球聯賽球會伊蒂哈德，司职中場。代表阿爾及利亞國家足球隊参加国际比赛。

## 球會生涯

### 里昂
2009年，阿瓦尔在他11岁时加入了里昂的青訓学院。
2019年12月11日，阿瓦尔在2019–20年歐洲冠軍聯賽小組賽階段對陣RB萊比錫的比賽中攻入一球，幫助里昂進入了歐冠16強。

2020年9月9日，阿瓦尔經醫生指示解除2019冠状病毒病隔離，返回球隊訓練。

## 國家隊生涯
2020年9月4日，法国足协官方确认，阿瓦尔的新冠检测阳性，因此法国国家队选择了征召费基尔顶替他的席位。
尽管之前征召參加歐洲國家聯賽，他因为新冠病毒检测呈阳性未能最终进入国家队。2020年10月的国际比赛日，奥亚尔入选国家队。
2020年10月7日，阿瓦尔在法国对阵烏克蘭的友誼賽中首发出战，这也是他国家队生涯的首秀，最终法国7-1战胜了乌克兰。

## 榮譽

### 球會
奥林匹克里昂
- 法國U17錦標賽冠軍：2013–14賽季

### 個人
- 歐洲冠軍聯賽賽季最佳陣容：2019–20賽季[8]

## 外部連結
- Soccerway資料庫：烏桑·阿瓦爾